# باسكال جيرمان
باسكال جيرمان (بالإنجليزية: Pascal Germain)‏ (و. – م) هو ممثل، وممثل أفلام، من فرنسا.

## وصلات خارجية
- باسكال جيرمان على موقع IMDb (الإنجليزية)
- باسكال جيرمان على موقع ألو سيني (الفرنسية)
- باسكال جيرمان على موقع قاعدة بيانات الفيلم (الإنجليزية)
- باسكال جيرمان على موقع كينوبويسك (الروسية)